# Тринити (река)
Вижте пояснителната страница за други значения на Тринити.
Тринити (на английски: Trinity River) е река в южната част на САЩ, в щата Тексас, вливаща се в залива Галвестън на Мексиканския залив. Дължина 910 km (заедно с дясната съставяща я река Уест Форк Тринити 1140 km). Площ на водосборния басейн 40 380 km². Освен тях трета съставяща я река е Елм Форк, а има и четвърта съставяща Клеър Форк.
Река Тринити се образува на 117 m н.в., в град Далас, от сливането на двете съставящи я реки Ийст Форк Тринити (лява съставяща) и Уест Форк Тринити (дясна съставяща). Ийст Форк извира в центъра на окръг Грейсън и тече на юг 78 мили до югозападната част на окръг Кофман, където се слива с Уест Форк. Елм Форк извира в източната част на окръг Монтейг и тече на югоизток 85 мили до сливането и с Уест Форк, за да образуват река Тринити западно от Далас в центъра на окръг Далас. Уест Форк извира в южната част на окръг Арчър и тече на Югоизток 180 мили. Клеър Форк извира в северозападната част на окръг Паркър и тече 45 мили, за да се присъедини към Уест Форк във Форт Уърт в централната част на окръг Тарънт. От образуването си от сливането на Ийст Форк и Уест Форк, река Тринити продължава на югоизток до северната част на окръг Либърти, където завива директно на юг до вливането ѝ в североизточната част на залива Галвестън западно от Aнахуак.
Най-големите градове в басейна са Далас с 904 100 души, и Форт Уърт, с население от 385 100 души. Други градове в басейна с население над 50 000 души са Арлингтън, Гарланд, Ървинг, Ричардсън, Плано и Гранд Преъри. Горна част на басейна на Tринити има подвижен релеф с тясно корито. Почвите в района са дълбоки до плитко глинести и глинесто-песъчливи, на които виреят брястове, явори, върби, дъбове, хвойна, мескити и треви. Басейнът в средната и долната част е с леко подвижен до равен терен, с широко и плитко корито. Преобладават глинести и наносни почви, на които виреят водно-толерантни дървета с твърда дървесина, иглолистни дървета и треви.
Тринити е идентифицирана като реката, която индианците кадо наричат „Aркикоса“ в централната част на Тексас и „Байкоа“ по-близо до крайбрежието, както и тази, която Рене Робер дьо Ла Сал през 1687 г., нарича „Река на канутата (Ривър ъф дъ Кану)“. Името Tринити (Ла Сантисима Тринидад) се предполага, че първо е приложено към настоящата река от Алонсо де Леон през 1690 г. Доминго Теран де лос Риос през 1691 г., нарича същата река „Енкарнасион де Вербо“. Доминго Рамон през 1716 г. вероятно прилага името Тринити до съвременния Бразос.
По време на колониалния период от историята на Тексас долното течение на Тринити е заселено до окръг Андерсън. Заселването на долината продължава с бързи темпове в периода на републиката. В началото на 1836 г. множество товарни лодки започват да пътуват по реката. Един от най-големите от тези ранни параходи е Скиото Бел пуснат в експлоатация през 1844 г. Често движенията по реката са възпрепятствани от дънери или пясъчни коси или от недостиг на вода. Оттогава започват да се предприемат мерки за подобряване на корабоплаването. В годините преди 1874 г. близо петдесет парахода непрекъснато плават по реката, стигайки далеч на север до Тринидад. С изграждането на жп линията до Далас в началото на 1870 г. трафикът по реката започва да намалява.
През последното столетие водите на Тринити са станали все по-замърсени. Изхвърлянето на битови и промишлени отпадъци, най-вече от метрополиса Форт Уърт – Далас причиняват сериозно влошаване на качеството на водата. Най-силно засегната площ е 250 мили дълъг участък от Далас – Форт Уърт до езерото Ливингстън. От началото на 1960-те реката на 100 мили под Далас е толкова замърсена, че Здравната служба на САЩ я описва като „септична.“ План за управление на качеството на водата е приет през 1970 г., но проблемите по замърсяването продължават.